# Hamler
Hamler és una població dels Estats Units a l'estat d'Ohio. Segons el cens del 2000 tenia 650 habitants.

## Demografia
Segons el cens del 2000, Hamler tenia 650 habitants, 236 habitatges, i 173 famílies. La densitat de població era de 440,3 habitants per km².
Dels 236 habitatges en un 40,7% hi vivien nens de menys de 18 anys, en un 62,3% hi vivien parelles casades, en un 9,3% dones solteres, i en un 26,3% no eren unitats familiars. En el 23,7% dels habitatges hi vivien persones soles el 12,3% de les quals corresponia a persones de 65 anys o més que vivien soles. El nombre mitjà de persones vivint en cada habitatge era de 2,75 i el nombre mitjà de persones que vivien en cada família era de 3,29.
Per edats la població es repartia de la següent manera: un 31,1% tenia menys de 18 anys, un 7,1% entre 18 i 24, un 28,9% entre 25 i 44, un 17,8% de 45 a 60 i un 15,1% 65 anys o més.
L'edat mediana era de 31 anys. Per cada 100 dones de 18 o més anys hi havia 87,4 homes.
La renda mediana per habitatge era de 40.313 $ i la renda mediana per família de 43.516 $. Els homes tenien una renda mediana de 35.750 $ mentre que les dones 21.333 $. La renda per capita de la població era de 16.264 $. Aproximadament el 5,1% de les famílies i el 6,3% de la població estaven per davall del llindar de pobresa.

## Poblacions més properes
El següent diagrama mostra les poblacions més properes.